# Parc Nacional de Gressåmoen
El Parc Nacional de Gressåmoen (en noruec: Gressåmoen nasjonalpark) va ser un parc nacional de Noruega, situat al municipi de Snåsa, comtat de Nord-Trøndelag, Noruega. Va ser incorporat al Parc Nacional de Blåfjella-Skjækerfjella el 2004. El parc nacional de Gressåmoen va ser creat el 1970 i tenia una superfície de 182 km².